# Toki (powiat siedlecki)
Toki – wieś w Polsce położona w województwie mazowieckim, w powiecie siedleckim, w gminie Wodynie. Ma status sołectwa.
Wierni Kościoła rzymskokatolickiego należą do parafii Świętych Apostołów Piotra i Pawła w Wodyniach.
W latach 1975–1998 miejscowość położona była w województwie siedleckim.